# Tomy Tutor MK II
Tomy Tutor MK II (Tutor MK II) је кућни рачунар фирме Tomy који је почео да се производи у Јапану током 1984. године.
Користио је Texas-Instrument TMS 9995NL микропроцесорску јединицу а РАМ меморија рачунара је имала капацитет од 16 kb до 64 kb. 

## Детаљни подаци
Детаљнији подаци о рачунару Tutor MK II су дати у табели испод.
|                       |                                             |
| [ 1 ]                 |                                             |
| Произвођач            |                                             |
| Тип                   | кућни рачунар                               |
| Меморија              | 16 (до 64 )                                 |
| Поријекло             | Јапан                                       |
| Година                | 1984                                        |
| Тастатура             | QWERTY механичка тастатура, 53 тастера      |
| Процесор              |                                             |
| Фреквенција процесора | 2,7                                         |
| RAM                   | 16 (до 64 )                                 |
| ROM                   | 32 (TOMY Basic, GBASIC, и графички софтвер) |
| Текст                 | 32 x 24 са 16 боја                          |
| Графика               | 256 x 192 са 16 боја                        |
| Боја                  | 16                                          |
| Звук                  | 3 канала (2 музика, 1 шум), 8 октава        |
| Димензије             | 36 x 24                                     |
| Портови               |                                             |
| Оперативни систем     |                                             |